# Indican
Indican là tên gọi thông thường của một hợp chất hữu cơ dạng bột kết tinh từ không màu tới màu trắng hay trắng nhờ, hòa tan trong nước, có nguồn gốc tự nhiên trong các loài cây chàm (Indigofera spp.). Nó là tiền chất để sản xuất bột chàm.
Công thức tổng quát C14H17NO6, phân tử gam 295,291 g/mol, số CAS: 487-60-5. Danh pháp IUPAC: (2R,3R,4S,5R)-2-(hydroxymethyl)-6-(1H-indol-3-yloxy)oxane-3,4,5-triol. Đánh giá của NFPA: Sức khỏe: 1; Cháy: 0; Phản ứng: 0. Đồng nghĩa: 3-Indolyl-beta-D-glucopyranoside, 1H-Indol-3-yl-beta-D-glucopyranoside; 3-(β-D-Glucosido)indole; 3-(Glucosyloxy)indole; Indican (glucoside); Plant indican; Indikan; Uroxanthin. Còn đăng ký dưới các số CAS khác như 1320-34-9; 16934-10-4; 95720-93-7.
Indican là một glicozit. Nó bị thủy phân để sinh ra β-D-glucoza và indoxyl. Phản ứng của indoxyl dưới tác động của các chất oxy hóa vừa phải, như oxy trong khí quyển, sinh ra thuốc nhuộm màu chàm. Phản ứng tương tự như vậy cũng có ở những trẻ em bị hội chứng tã chàm (trẻ em bị khuyết tật trong trao đổi chất tryptophan). Tryptophan đầu tiên bị chuyển hóa thành indol, sau đó thành indican bởi vi khuẩn trong ruột. Sau đó, indican được bài tiết theo đường nước tiểu và vì thế thấm vào tã lót của trẻ, sau khi bị phơi nhiễm với không khí, nó chuyển hóa thành chất có màu chàm.